# Lorquin
Lorquin est une commune française située dans le département de la Moselle, en région Grand Est.
Ancien chef-lieu de canton, cette commune se trouve dans la région historique de Lorraine et fait partie du pays de Sarrebourg.

## Géographie

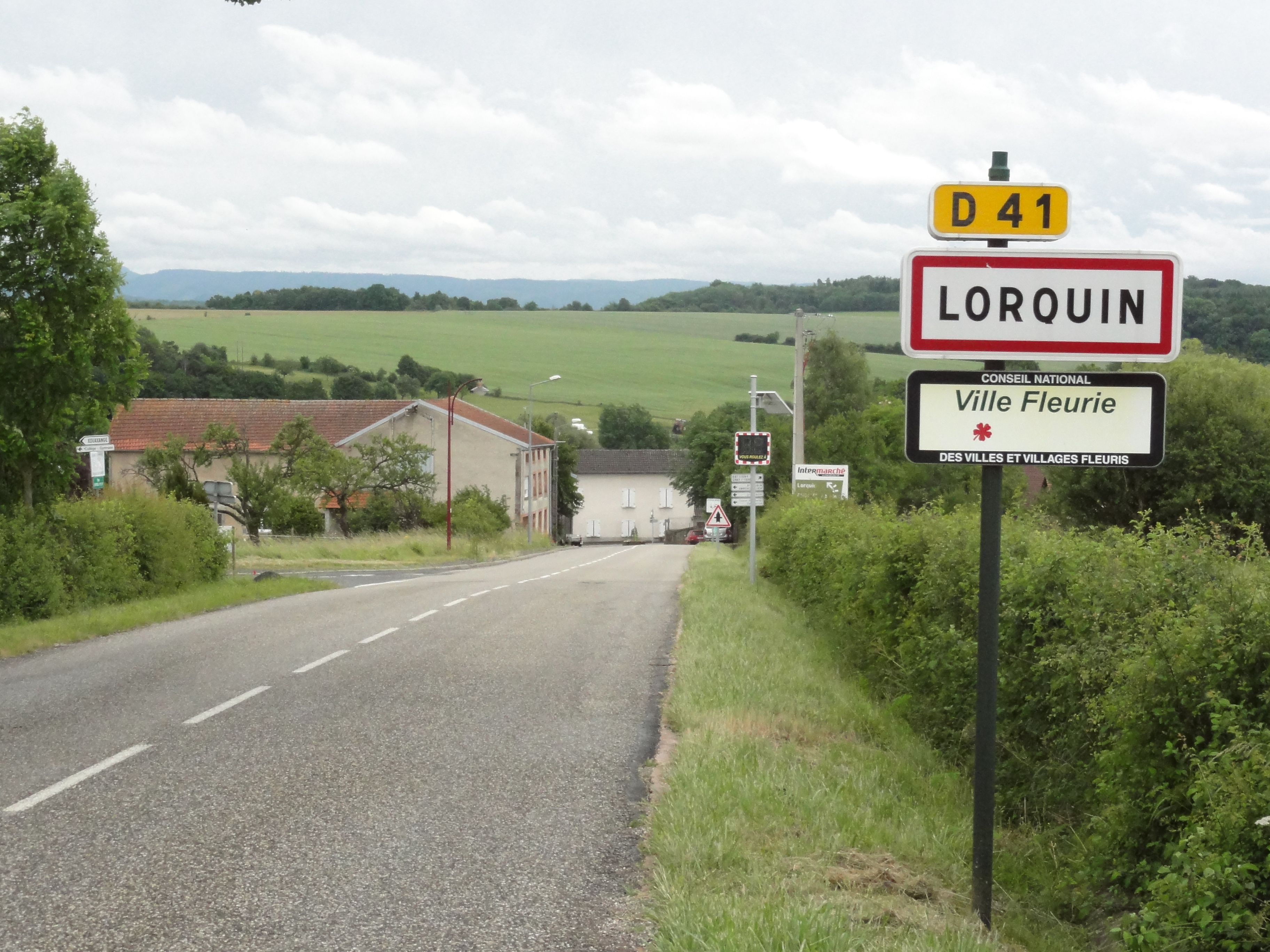
Entrée de Lorquin.

### Accès

#### Voie verte
La gare de Lorquin était située sur l'ancienne ligne de Sarrebourg à Abreschviller. La ligne, aujourd’hui déclassée et dont la voie a été déposée, a été réaménagée en piste cyclable.

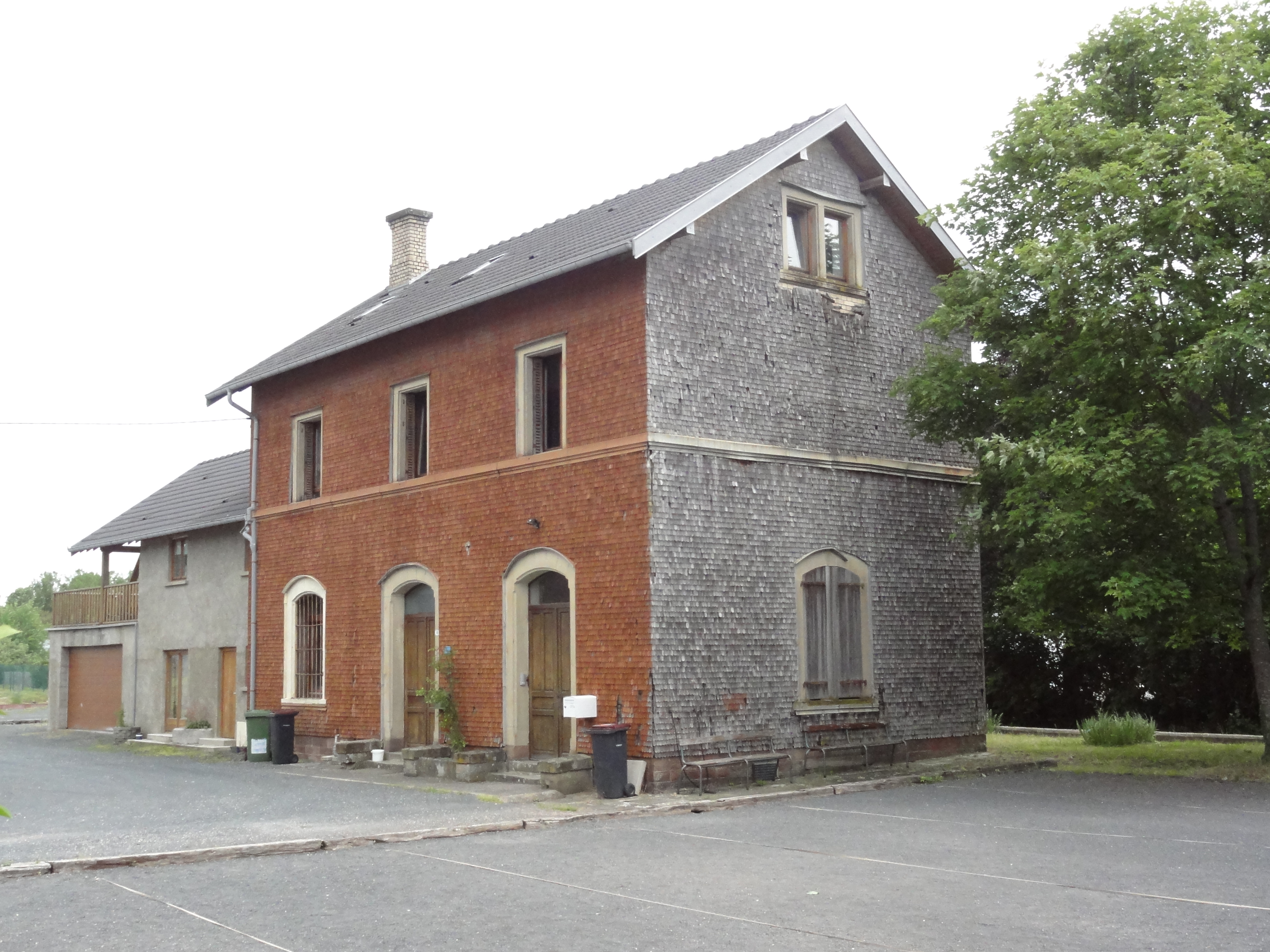
L'ancienne gare.
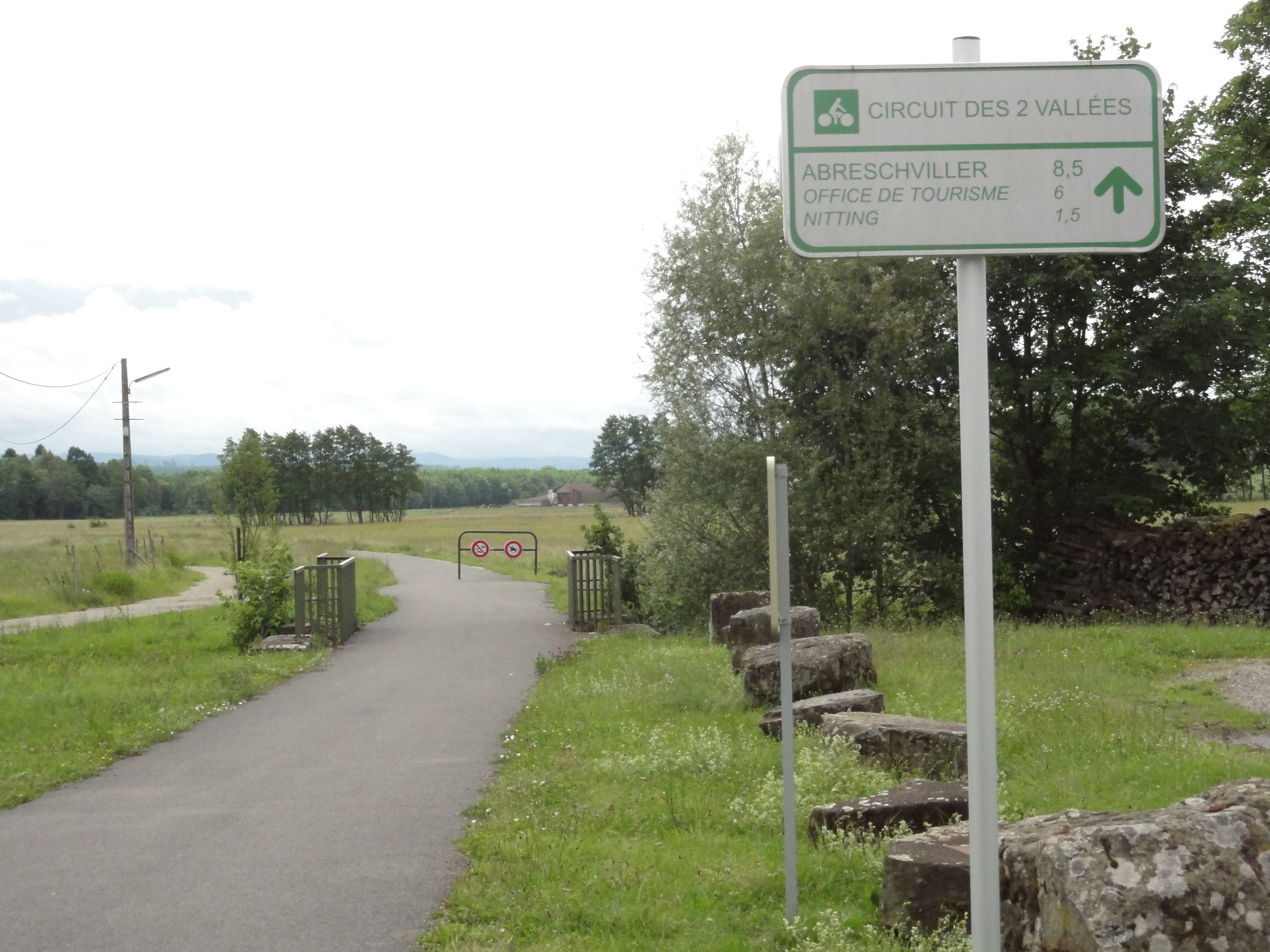
Ancien chemin de fer, voie verte.

### Hydrographie
La commune est située dans le bassin versant du Rhin au sein du bassin Rhin-Meuse. Elle est drainée par la Sarre, la Sarre Rouge, le canal d'alimentation du le canal de la Marne au Rhin et le ruisseau le Ru.
La Sarre, d'une longueur totale de 129,2 km, est un affluent de la Moselle et donc un sous-affluent du Rhin, qui coule en Lorraine, en Alsace bossue et dans les Länder allemands de la Sarre (Saarland) et de Rhénanie-Palatinat (Rheinland-Pfalz).
La Sarre rouge, d'une longueur totale de 26,8 km, prend sa source dans la commune de Saint-Quirin et se jette  dans la Sarre en limite de Hermelange et de Lorquin, après avoir traversé sept communes.

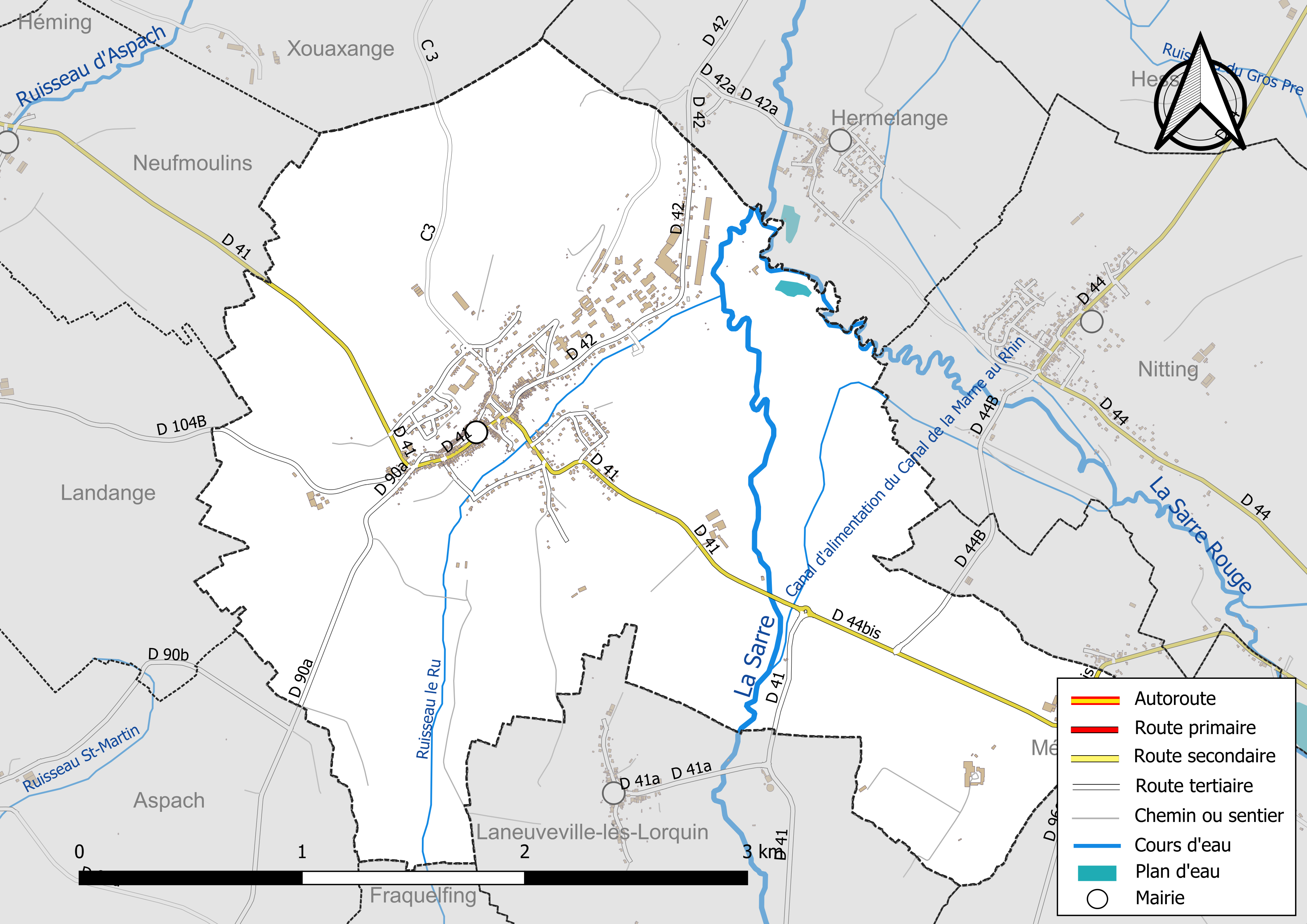
Réseaux hydrographique et routier de Lorquin.

La qualité des eaux des principaux cours d'eau de la commune, notamment de la Sarre et de la Sarre Rouge, peut être consultée sur un site spécial géré par les agences de l'eau et l'Agence française pour la biodiversité.

### Climat
Pour des articles plus généraux, voir Climat du Grand Est et Climat de la Moselle.
En 2010, le climat de la commune est de type climat des marges montargnardes, selon une étude du Centre national de la recherche scientifique s'appuyant sur une série de données couvrant la période 1971-2000. En 2020, Météo-France publie une typologie des climats de la France métropolitaine dans laquelle la commune est exposée à un climat semi-continental et est dans la région climatique  Vosges, caractérisée par une pluviométrie très élevée (1 500 à 2 000 mm/an) en toutes saisons et un hiver rude (moins de 1 °C). 
Pour la période 1971-2000, la température annuelle moyenne est de 9,8 °C, avec une amplitude thermique annuelle de 17,1 °C. Le cumul annuel moyen de précipitations est de 1 029 mm, avec 12,4 jours de précipitations en janvier et 9,9 jours en juillet. Pour la période 1991-2020, la température moyenne annuelle observée sur la station météorologique de Météo-France la plus proche, « Nitting_sapc », sur la commune de Nitting à 2 km à vol d'oiseau, est de 10,4 °C et le cumul annuel moyen de précipitations est de 993,7 mm. 
La température maximale relevée sur cette station est de 37,9 °C, atteinte le 25 juillet 2019 ; la température minimale est de −19,4 °C, atteinte le 26 décembre 2010,,. 
Les paramètres climatiques de la commune ont été estimés pour le milieu du siècle (2041-2070) selon différents scénarios d'émission de gaz à effet de serre à partir des nouvelles projections climatiques de référence DRIAS-2020. Ils sont consultables sur un site spécial publié par Météo-France en novembre 2022.

## Urbanisme

### Typologie
Au 1er janvier 2024, Lorquin est catégorisée bourg rural, selon la nouvelle grille communale de densité à sept niveaux définie par l'Insee en 2022.
Elle est située hors unité urbaine. Par ailleurs la commune fait partie de l'aire d'attraction de Sarrebourg, dont elle est une commune de la couronne,. Cette aire, qui regroupe 87 communes, est catégorisée dans les aires de 50 000 à moins de 200 000 habitants,.

### Occupation des sols
L'occupation des sols de la commune, telle qu'elle ressort de la base de données européenne d’occupation biophysique des sols Corine Land Cover (CLC), est marquée par l'importance des territoires agricoles (69,9 % en 2018), en diminution par rapport à 1990 (77,1 %). La répartition détaillée en 2018 est la suivante : prairies (55,9 %), terres arables (14 %), zones urbanisées (11,2 %), forêts (9,4 %), mines, décharges et chantiers (6,1 %), milieux à végétation arbustive et/ou herbacée (3,3 %). L'évolution de l’occupation des sols de la commune et de ses infrastructures peut être observée sur les différentes représentations cartographiques du territoire : la carte de Cassini (XVIIIe siècle), la carte d'état-major (1820-1866) et les cartes ou photos aériennes de l'IGN pour la période actuelle (1950 à aujourd'hui).

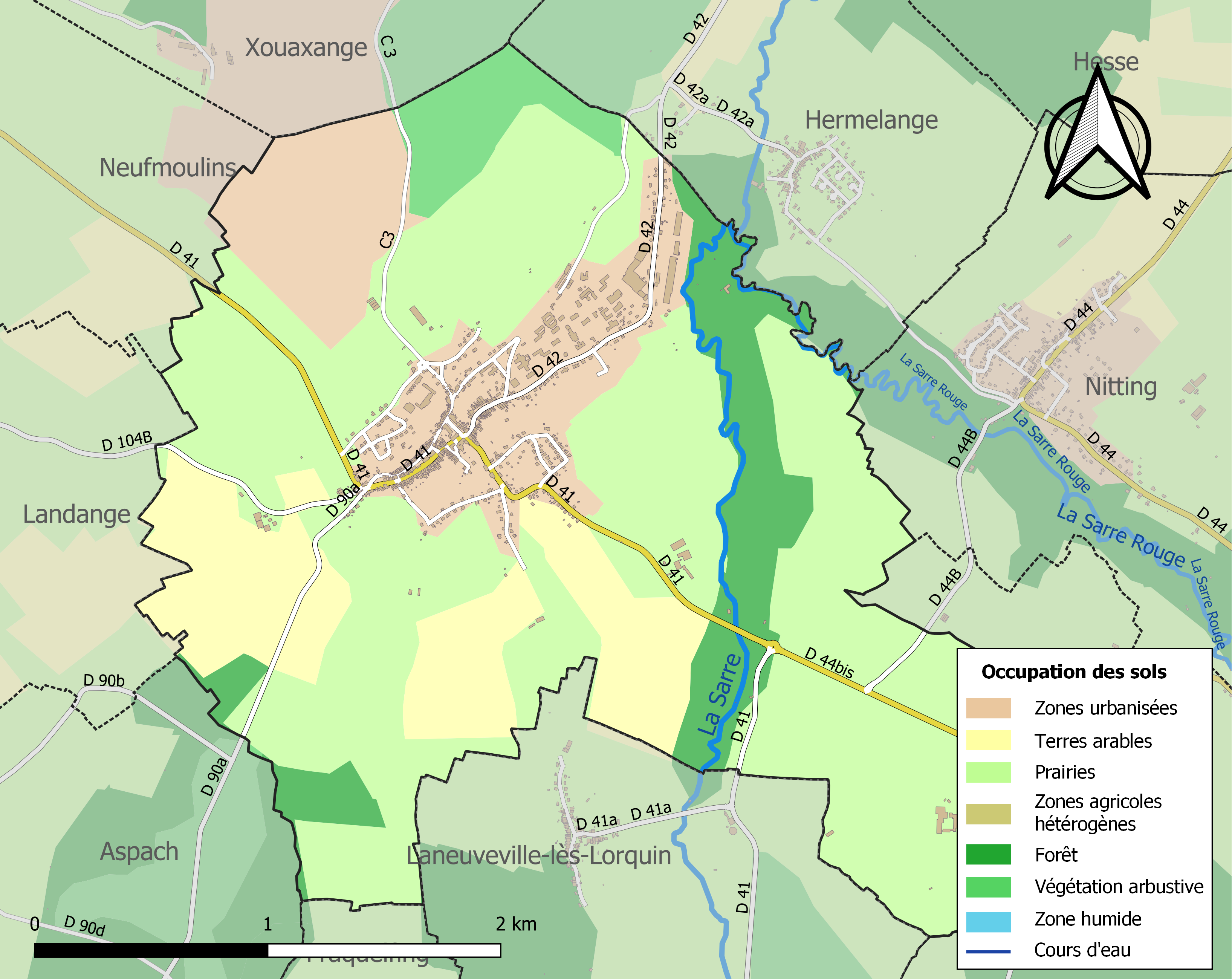
Carte des infrastructures et de l'occupation des sols de la commune en 2018 (CLC).

## Toponymie
- Formes anciennes[15],[16],[17],[18] : villa Launarigo (699) ; Lorichingen (1123) ; Lorchinga, Lorching, Lorchinges (1128) ; Lorchiging (1153) ; Lorching et Lorking (1168) ; Lorechingen (1258) ; Lorchinge (XIIIe siècle) ; Lorchingen (1310 et 1323) ; Lorchingen (XVe siècle) ;  Lorkin (Notice de la Lorraine) ; Lorquin (1793) ; Lörchingen (1871-1918).
- En allemand : Lœrchingen[17] et Lörchingen[18], en francique lorrain : Lëëschinge[19], en lorrain roman : Lôrquîn[20], Lôrtchîn[20] et Louarkine[21].
- Ce toponyme est issu d'un nom de personne germanique et du suffixe -ing[18].

## Histoire
Lorquin est le siège d'un prieuré bénédictin de Senones au XIIe siècle. Elle devient le siège d'une baronnie lorraine en 1499. Elle est donnée ensuite par le duc Léopold Ier de Lorraine à Marc de Beauvau-Craon, marquis de Craon, qui reçut de l'empereur Charles VI du Saint-Empire le titre de prince d'Empire. La population lorquinoise est francophone depuis le repeuplement après la guerre de Trente Ans.
Le village de Lorquin est annexé à l’Empire allemand de 1871 à 1918. En 1906, un hôpital accueillant des malades psychiques est ouvert sur le territoire de la commune qui donnera une certaine notoriété au village. Après deux générations de paix et de prospérité, les Mosellans se battent naturellement pour l’Empire allemand lorsque la Première Guerre mondiale éclate. Beaucoup de jeunes gens tomberont sur le Front de l’Est, mais aussi à l’Ouest, en particulier en France et dans les Flandres. La victoire française en 1918 sera toutefois bien acceptée par les habitants du canton, heureux de retrouver la paix.
La Seconde Guerre mondiale et l'Annexion au Troisième Reich nazi marqueront plus durablement les esprits. Plus de cinq mois après le débarquement en Normandie, la commune sera libérée en novembre 1944 ayant perdu près de 20 % de sa population.

## Politique et administration
| Période                                  | Période   | Identité             | Étiquette | Qualité |
| ---------------------------------------- | --------- | -------------------- | --------- | ------- |
| Vers 1892                                | ?         | Louis Léopold Vallet |           |         |
| 1977                                     | mars 2001 | Roger Borghi         |           |         |
| mars 2001                                | 2014      | Alain Demange        |           |         |
| mai 2020                                 | En cours  | Jean-pierre Jully    |           |         |
| Les données manquantes sont à compléter. |           |                      |           |         |

### Facilités publics

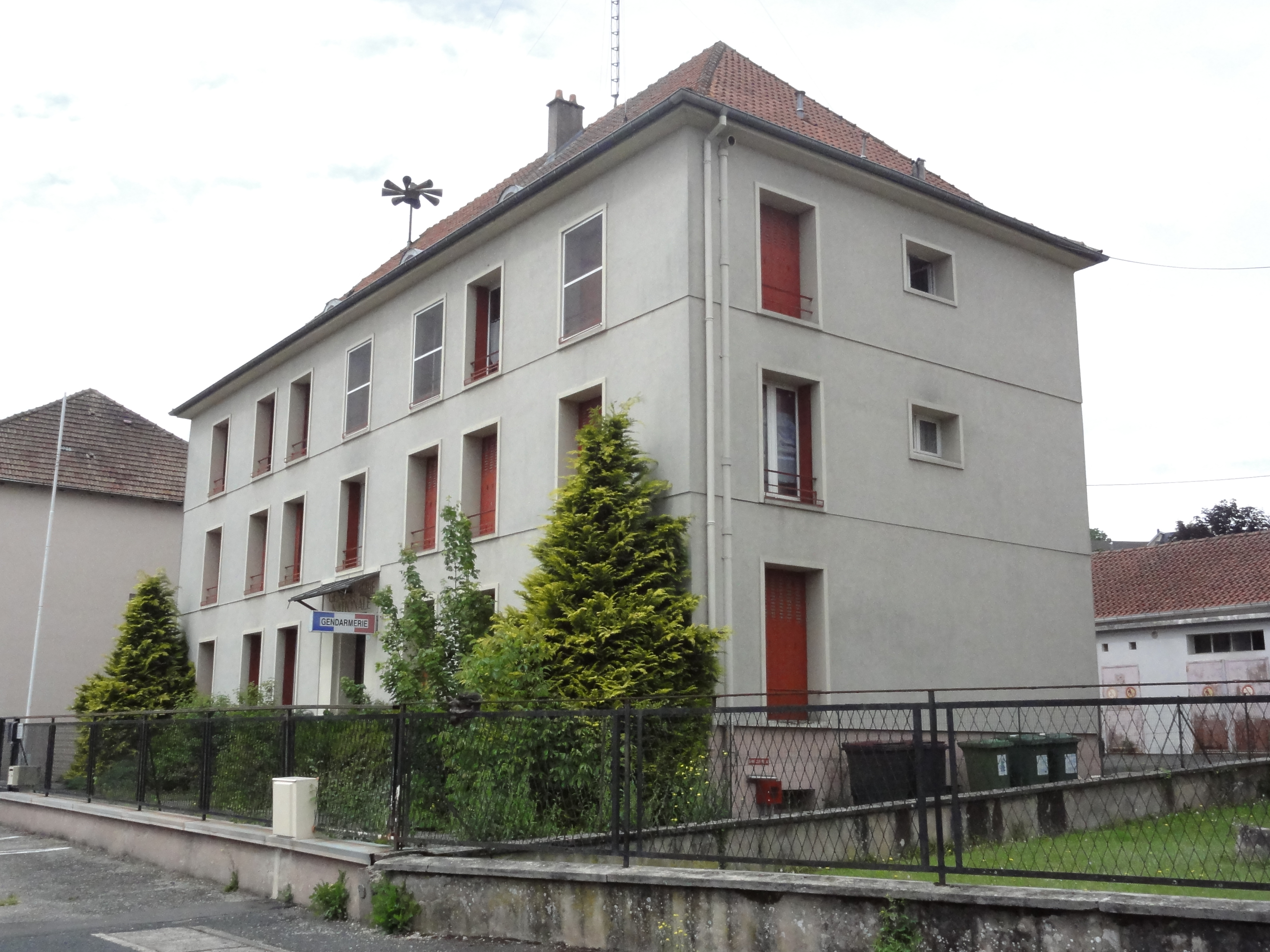
Gendarmerie.
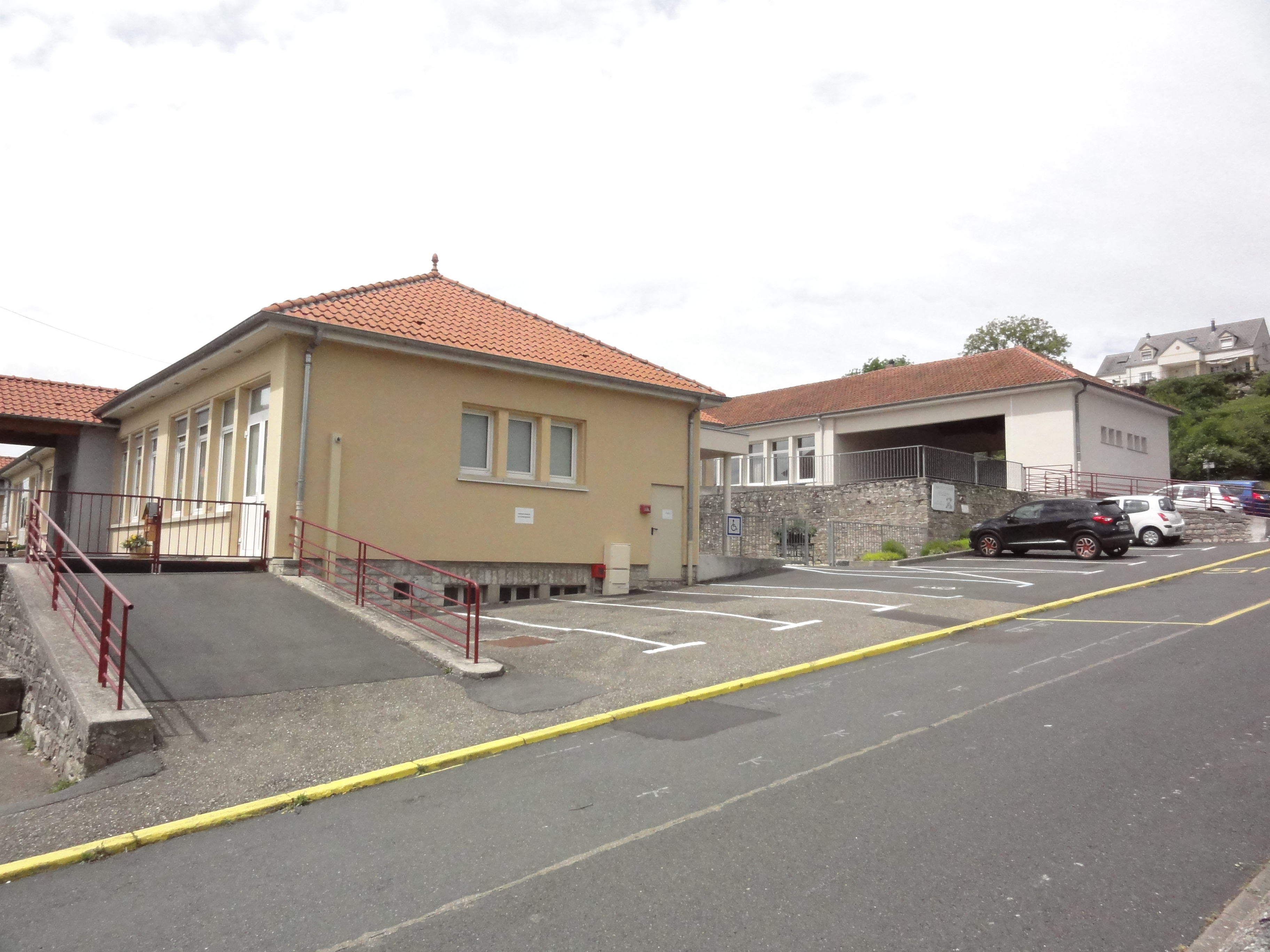
Centre scolaire.
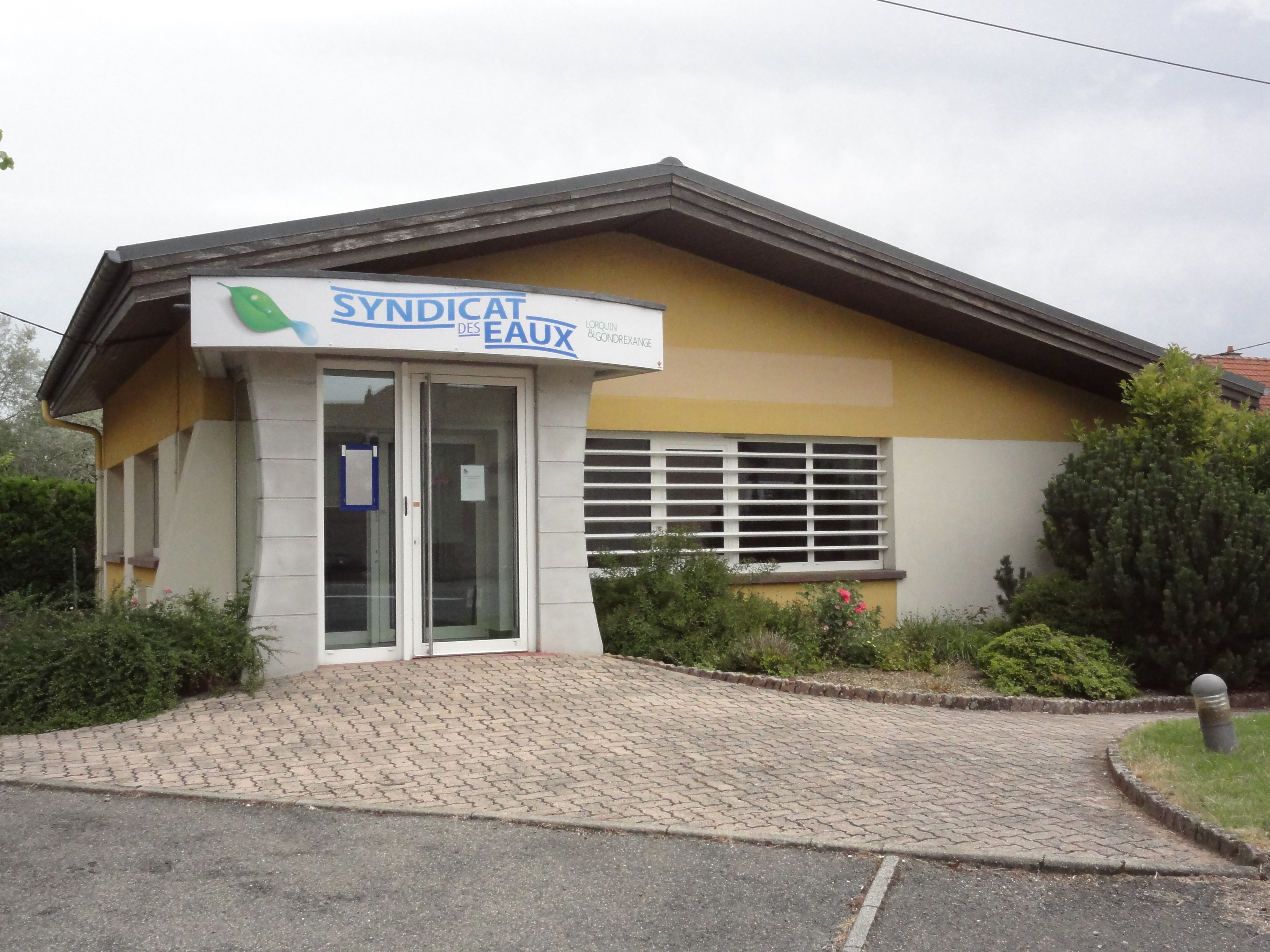
Syndicat des eaux.

## Démographie
L'évolution du nombre d'habitants est connue à travers les recensements de la population effectués dans la commune depuis 1793. Pour les communes de moins de 10 000 habitants, une enquête de recensement portant sur toute la population est réalisée tous les cinq ans, les populations de référence des années intermédiaires étant quant à elles estimées par interpolation ou extrapolation. Pour la commune, le premier recensement exhaustif entrant dans le cadre du nouveau dispositif a été réalisé en 2004.

En 2022, la commune comptait 1 134 habitants, en évolution de −1,65 % par rapport à 2016 (Moselle : +0,52 %, France hors Mayotte : +2,11 %).
| 1793  | 1800  | 1806  | 1821  | 1831  | 1836  | 1841  | 1846  | 1851  |
| ----- | ----- | ----- | ----- | ----- | ----- | ----- | ----- | ----- |
| 1 012 | 1 164 | 1 132 | 1 322 | 1 427 | 1 389 | 1 374 | 1 260 | 1 260 |

| 1856  | 1861  | 1871  | 1875 | 1880 | 1885 | 1890 | 1895 | 1900 |
| ----- | ----- | ----- | ---- | ---- | ---- | ---- | ---- | ---- |
| 1 120 | 1 060 | 1 024 | 977  | 892  | 813  | 799  | 748  | 758  |

| 1905 | 1910 | 1921  | 1926 | 1931  | 1936  | 1946  | 1954  | 1962  |
| ---- | ---- | ----- | ---- | ----- | ----- | ----- | ----- | ----- |
| 770  | 862  | 1 106 | 783  | 1 343 | 1 638 | 1 346 | 1 790 | 2 201 |

| 1968  | 1975  | 1982  | 1990  | 1999  | 2004  | 2006  | 2009  | 2014  |
| ----- | ----- | ----- | ----- | ----- | ----- | ----- | ----- | ----- |
| 2 073 | 1 726 | 1 479 | 1 350 | 1 287 | 1 218 | 1 199 | 1 265 | 1 167 |

| 2019  | 2022  | - | - | - | - | - | - | - |
| ----- | ----- | - | - | - | - | - | - | - |
| 1 147 | 1 134 | - | - | - | - | - | - | - |

## Héraldique
| Blason de Lorquin | Blason  | Parti : au 1er de gueules au dextrochère de carnation, vêtu d'azur, mouvant d'une nuée d'argent, tenant une épée du même, garnie d'or et accostée de deux cailloux du même, au 2e d'or à la croix de gueules frettée d'argent. |
| Blason de Lorquin | Détails | Création : Commission Héraldique de la Moselle. Adopté le 18 novembre 1948. |

## Lieux et monuments
- Vestiges gallo-romains : vase en or, briques, tuiles.
- Château de Zufall, qui était situé en bordure de la route départementale 41. Détruit par un incendie accidentel ou provoqué par les troupes françaises au cours de l'hiver 1944-1945, il avait été construit en 1785. Il subsiste la ferme attenante, édifiée en 1702. Celle-ci a été rachetée par un agriculteur exploitant, le parc où se trouvait le château demeurant la propriété des héritiers de la famille Jeannequin. Avant 1785 : ancienne propriété de la seigneurie de Turquestein, puis de la baronnie de Saint-Georges, un premier château aurait été construit au XVIe siècle par les seigneurs de Haussonville de Turkstein (il est mentionné en 1568). Il fut partiellement détruit au cours de la guerre de Trente Ans. Une ferme et un nouveau château furent construits à son emplacement au XVIIIe siècle.
- Maisons XVIe siècle.
- Centre hospitalier spécialisé en psychiatrie.

## Édifices religieux
- Église paroissiale de l'Exaltation de la Sainte-Croix. En 1118 ou 1128, un prieuré dépendant de l'abbaye de Senones fut fondé à Lorquin. La paroisse lui fut soumise ; une église gothique a sans doute été édifiée à cette époque. Des vestiges sculptés du gothique tardif auraient été remployés dans le mur d'enceinte du cimetière, aujourd'hui détruit. L'édifice aurait fait à nouveau l'objet de travaux au XVIe siècle, quand il passa sous le patronage des sieurs de Lorquin ; il en subsiste quelques vestiges. L'église paroissiale de l'Exaltation-de-la Sainte-Croix a été reconstruite en 1749.
- Chapelle Sainte-Anne, érigée en 1809 par les familles Thiry et Seinguerlet et les épouses en reconnaissance du retour de leurs deux fils/époux revenus indemnes des guerres de l'Empire. En 1866, la chapelle a été cédée au conseil de fabrique de la paroisse de Lorquin. Durant la Seconde Guerre mondiale, l'administration allemande avait prévu de démolir la maison attenante à la chapelle, afin d'y établir un rond-point. Après 1944, le conseil de fabrique autorisa la surélévation de la maison mitoyenne. En novembre 1970, l'administration donna son accord pour la démolition de la chapelle, afin de faciliter la circulation routière. Cependant, l'édifice bénéficia d'un sursis.
- Chapelle Notre-Dame-des-Ermites, bâtie au XVIIIe siècle et modifiée au XIXe siècle.

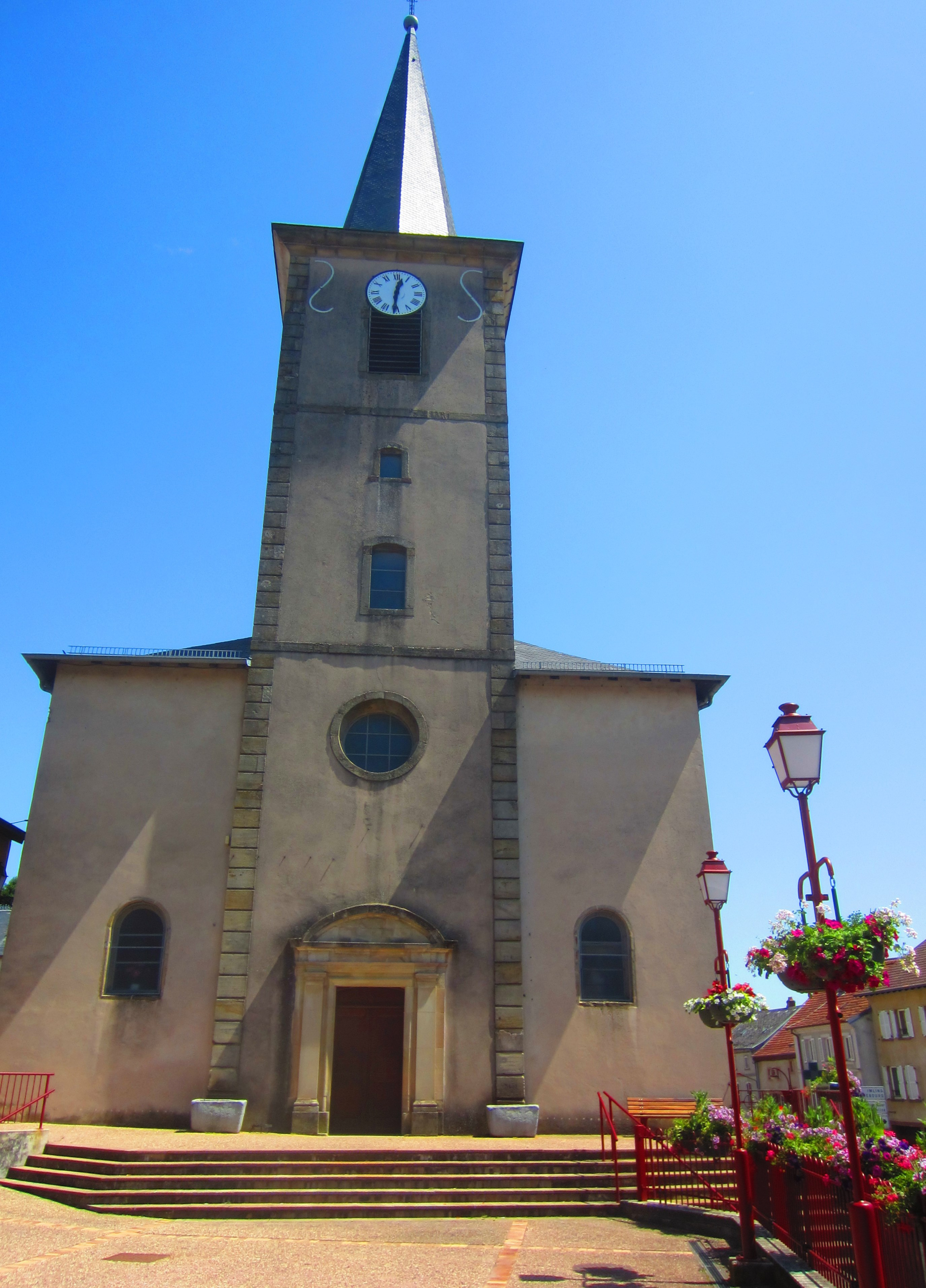
Église de l'Exaltation de la Sainte-Croix.
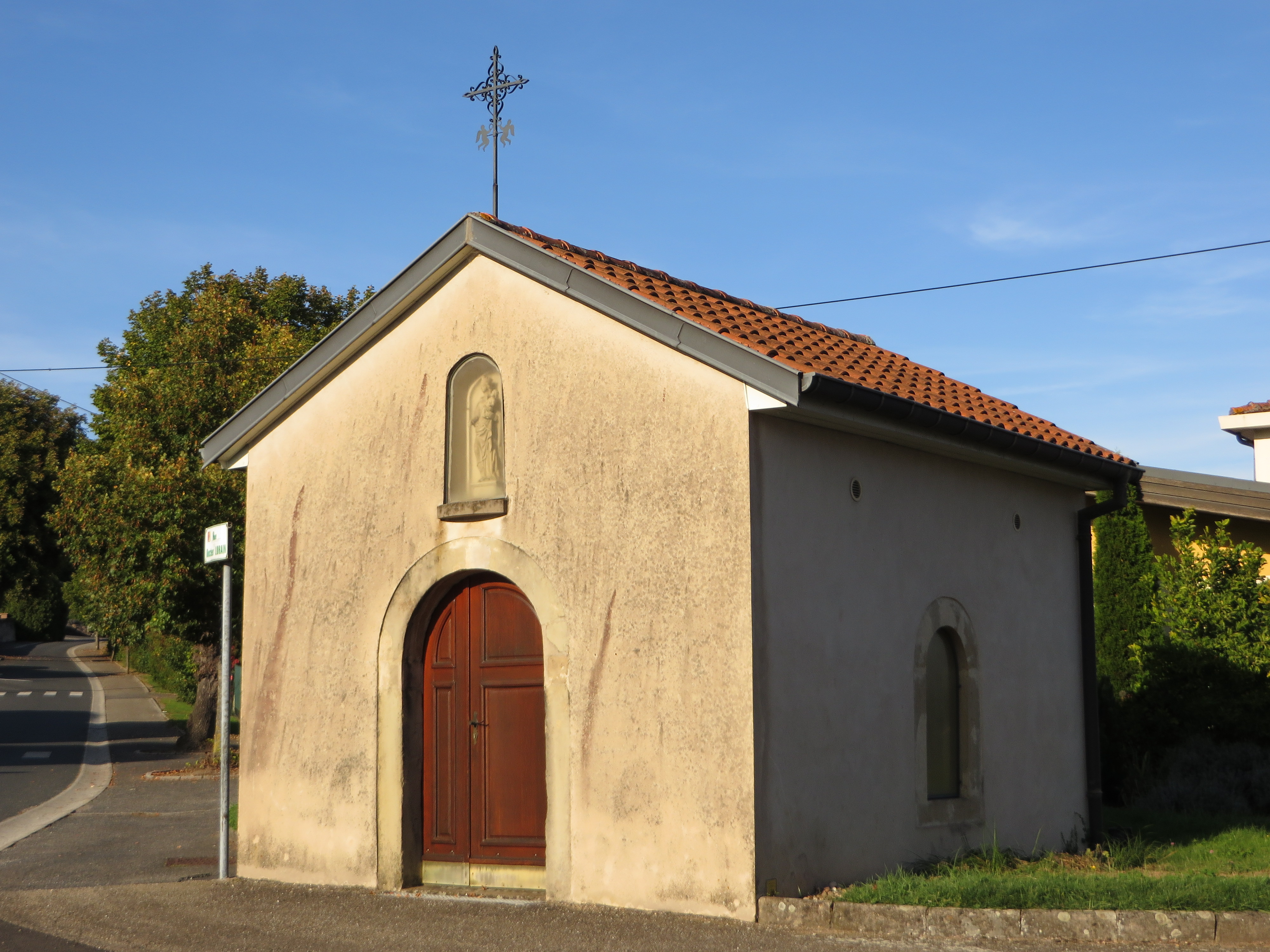
Chapelle Notre-Dame-des-Ermites.
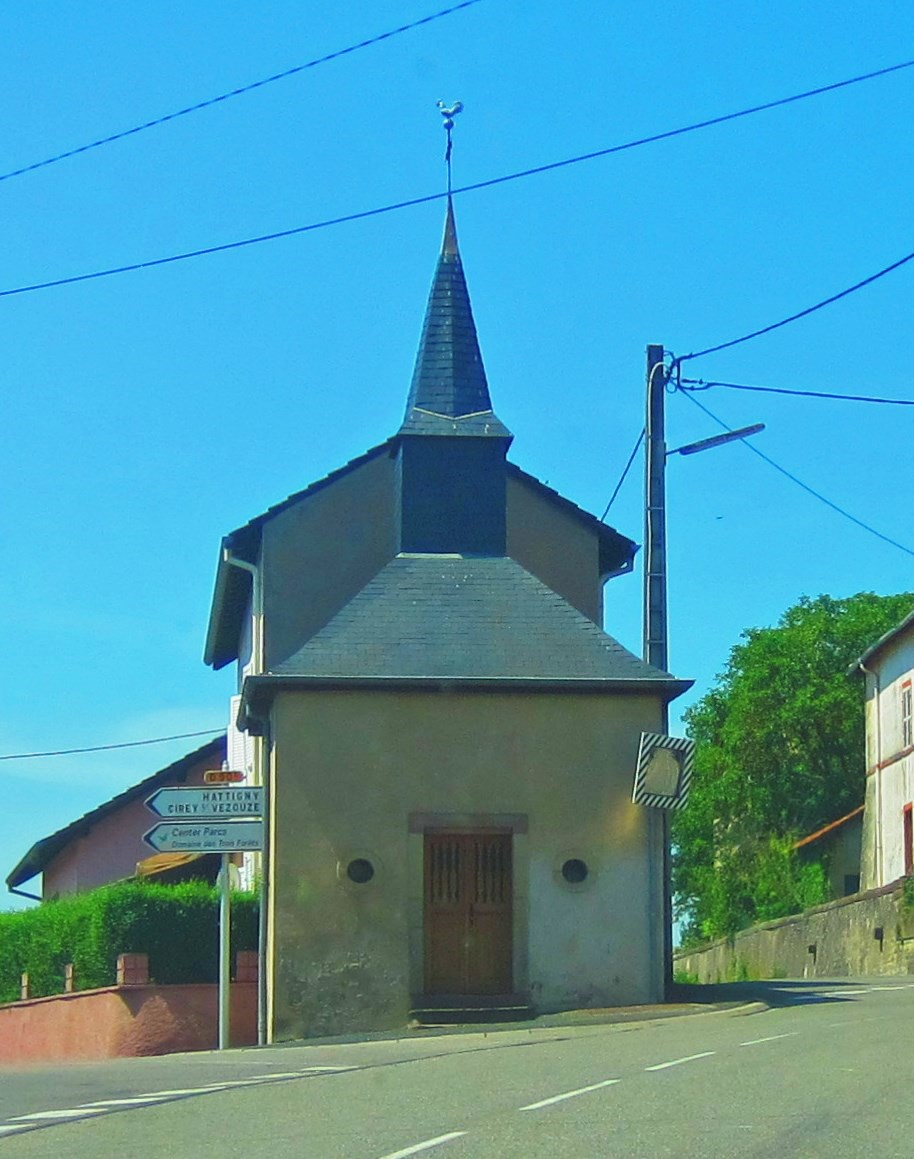
Chapelle Sainte-Anne.

### Mémoriaux de guerre

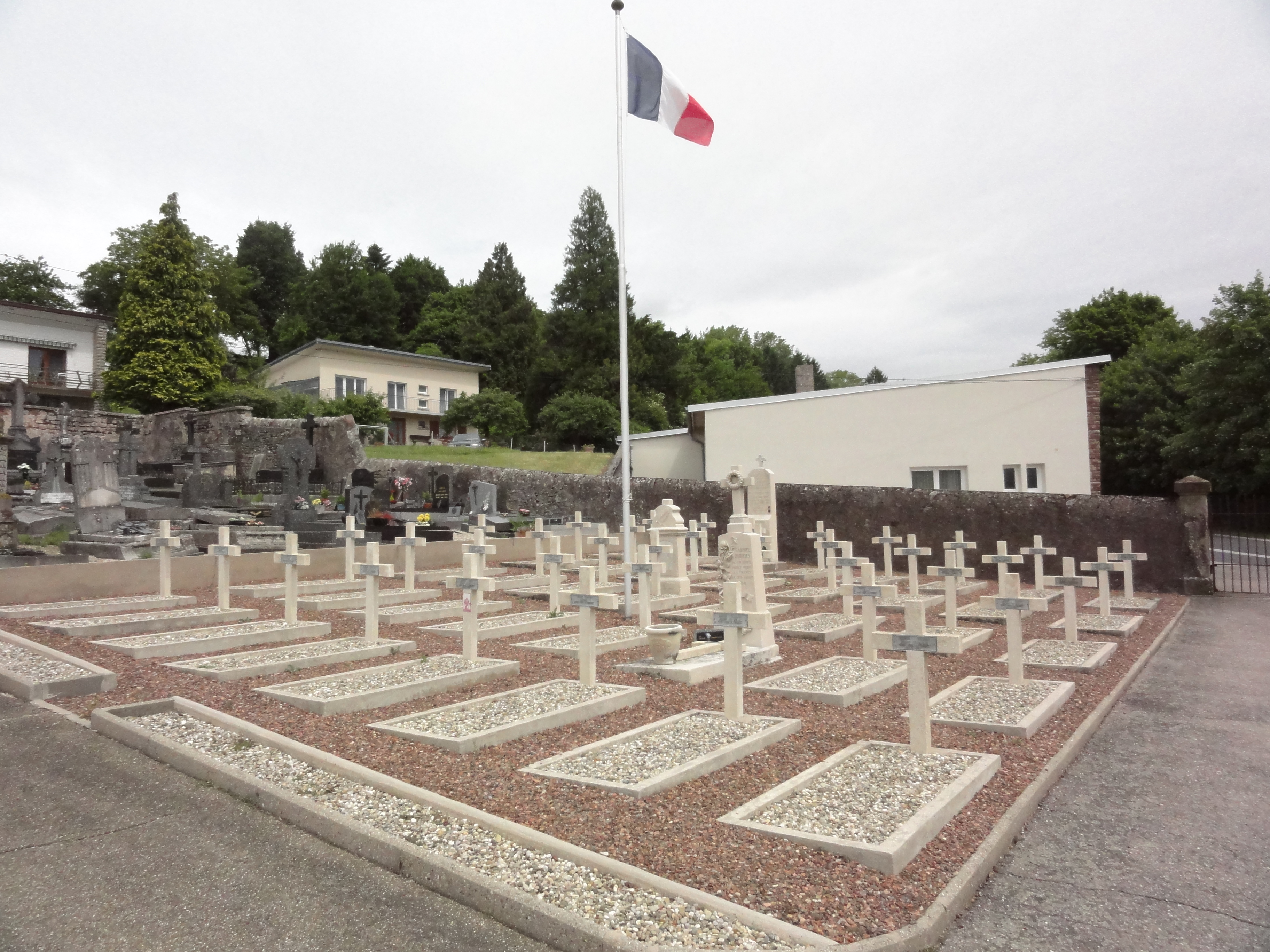
Carré militaire au cimetière.
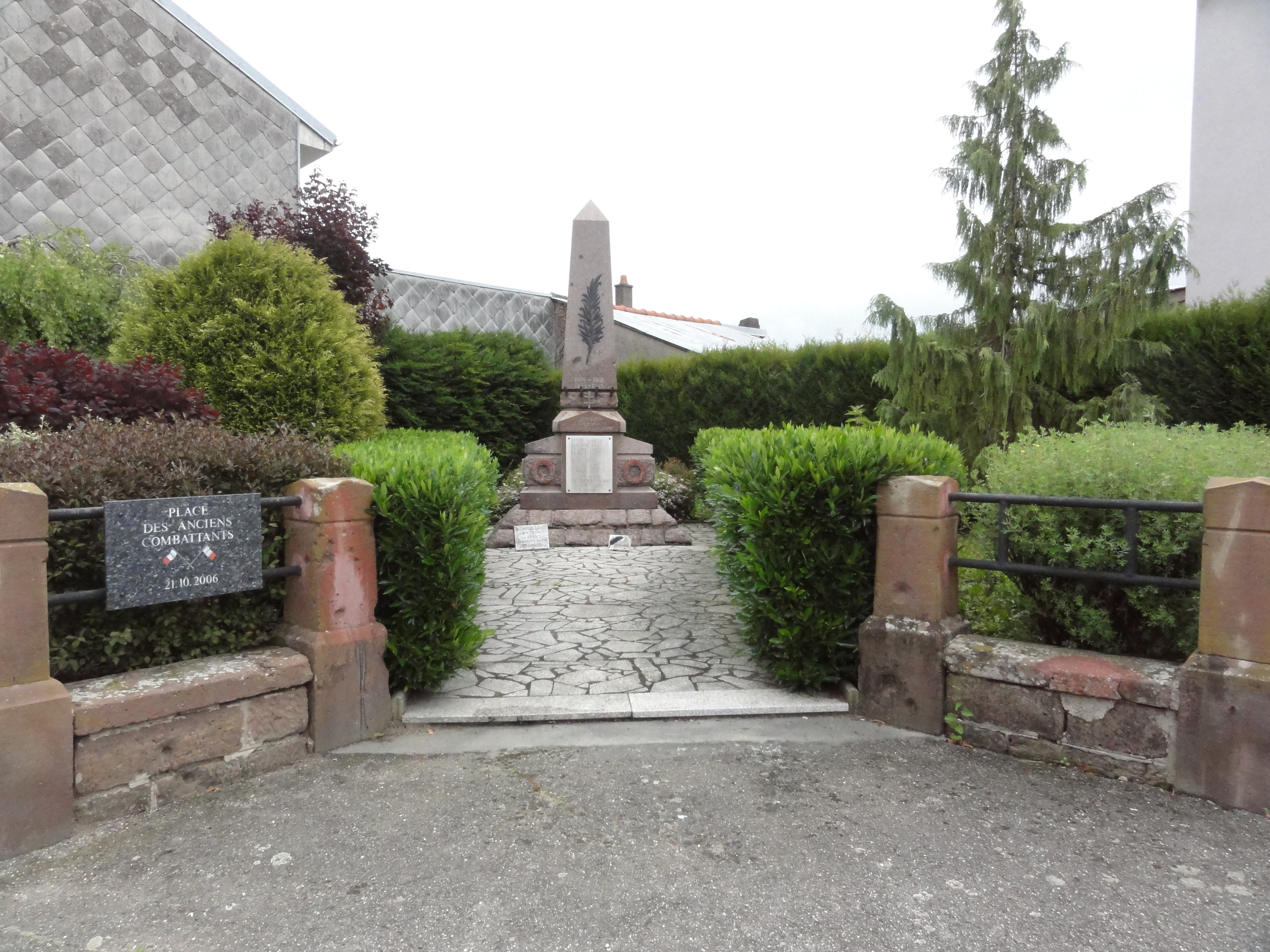
Monument aux morts.
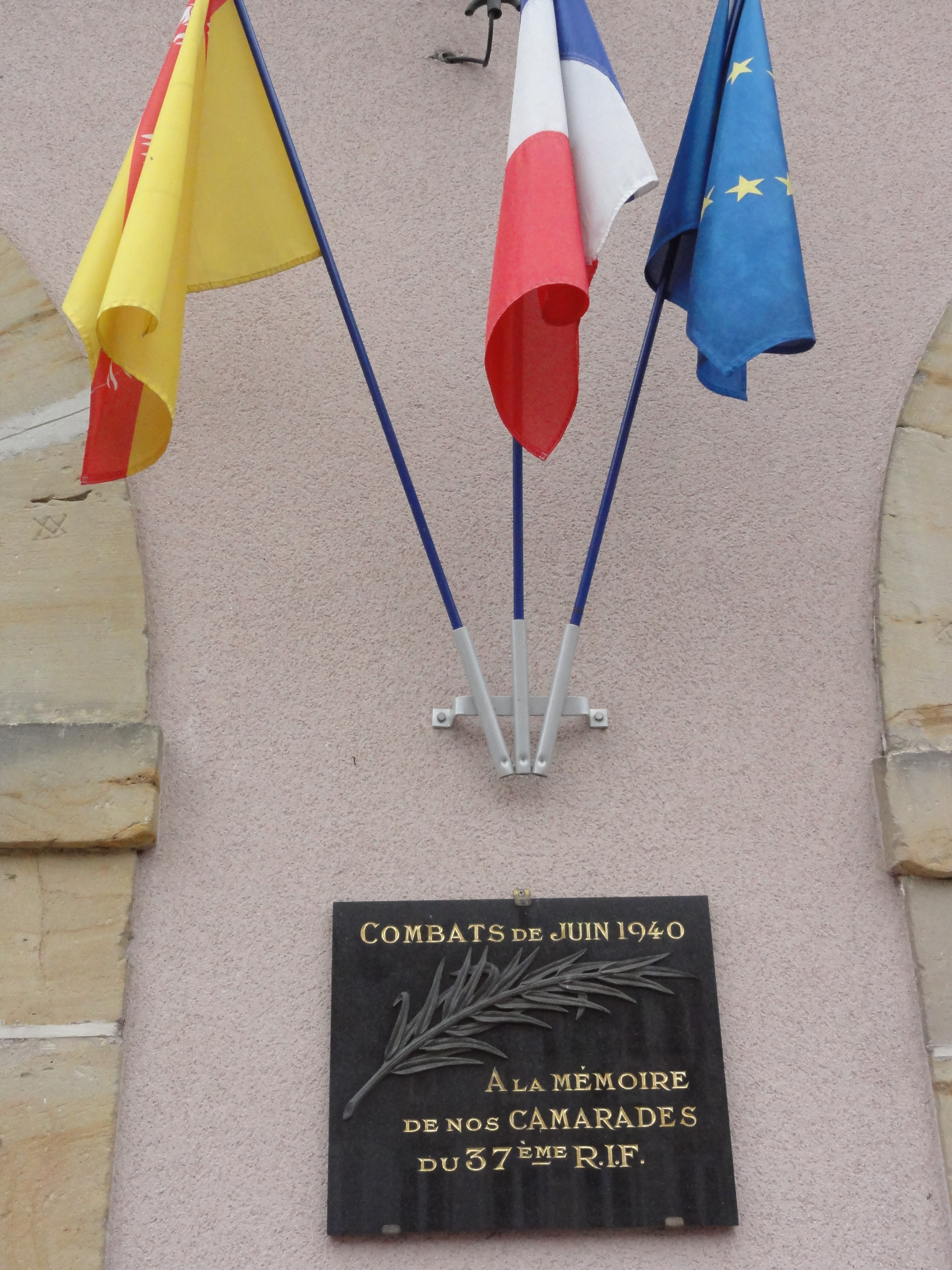
Plaque mémorial combats de juin 1940.

## Personnalités liées à la commune
- Jean-Théodore Colle (1734-1807), général des armées de la République et de l'Empire.
- Jules Crevaux, médecin et explorateur.
- Henri Jeannequin (1854-1914), diplomate de carrière.
- Victor Jeannequin (1898-1949), diplomate de carrière, fils du précédent.
- Charles Sébastien Paul Louis Marchal (1809-1892), médecin et collecteur, faisait ses visites par draisienne 1850-74[27], nommé Docteur Lorquin comme personnage de roman[28].
- Félicie Moitrier, mère d'Étienne Drioton, en est originaire.
- Nicolas Marin Thiry (1769-1827), général des armées de l'Empire, y est né.
- Louis Léopold Vallet, maire de Lorquin (1872-1909).